# أسفلت: القيادة المجنونة
إسفلت القيادة المجنونة (بالإنجليزية: Asphalt Overdrive) هي لعبة فيديو تعمل بنظام العاب المنصات طورتها ونشرتها شركة جيم لوفت، وهي اللعبة الحادية عشر من سلسلة العاب إسفلت بعد عرضها في معرض الترفيه الإلكتروني لعام 2014, تم اطلاقها رسميا بتاريخ 24 سيبتمبر من نفس العام، وهي تعمل على كل من الأنظمة التالية: آي أو إس، أندرويد، ويندوز و ويندوز 8.1 
تعتبر اللعبة نقلة نوعية في السلسة حيث تعمل بنظام الركض الانهائي مثل العاب مشهورة كـ الهروب من المعبد و سب واي سيرفرس، ومنطة اللعب فيها هي كاليفورنيا الجنوبية من الثمانينيات من القرن الماضي.

## طريقة اللعب
كما ذكرنا سابقا اللعبة تعمل بطريقة الركض الانهائي ولا تقدم طريقة اللعب العادية مثل النسخ السابقة من اللعبة، اما السيارات في تسير بطريقة اوتوماتيكية لا يمكن للاعب السيطرة عليها، ولكن يمكن التحكم بمسارها على الطريق من خلال ثلاثة مسارب رئيسية في الطريق. ويمكن أيضا استخدام تقنية النايترو في اللعبة لزيادة سرعة السيارة أو استخدامه للهروب من سيارات الشرطة التي تتبعه.

## السيارات
يوجد في اللعبة 30 نوع مختلف من السيارات، يمكن استخدامها داخل المناطق الرئيسية الخمسة في اللعبة، في حال قام اللاعب بهزيمة زعيم معين فالعبة تلقائيا تفتح مستوى جديد من اللعب في منطقة مختلفة يحكمها زعيم آخر. عند بداية اللعب يمكن للاعب اختيار واحدة من ثلاثة سيارات متوفرة للاعبين الجدد وهن: فورد موستانج جي تي فاست باك، فيات 131 و دودج رام كبداية للعبة.
اسرع سيارة متوفرة للاعب هي هينيسي فينوم جي تي ويمكنه الحصول عليها في المنطقة الأخيرة فقط.

## الزعماء والمناطق
يوجد في اللعبة 5 زعماء عصابات بالاضاقة إلى المناطق الخمس التي يغطيها كل زعيم، عندما يقوم اللاعب بمنافسة الزعيم يجب عليه هزيمة الزعيم ليفتح قفل المنطقة التالية. ويمكن للاعب منافسة زعيم ما مرة أخرى للإطاحة به وكسب سيارته ليتمكن من استخدامها لاحقا.